# Cotton fever
 (mars 2015).
Si vous disposez d'ouvrages ou d'articles de référence ou si vous connaissez des sites web de qualité traitant du thème abordé ici, merci de compléter l'article en donnant les références utiles à sa vérifiabilité et en les liant à la section « Notes et références ».
 Mise en garde médicale
La fièvre du coton (Cotton fever en anglais) est un ensemble de symptômes associée à l'usage de stupéfiants par voie intraveineuse, notamment chez les consommateurs d'héroïne ou de buprénorphine, qui peut se déclarer lors de la réutilisation de cotons utilisés afin de filtrer leurs produits.
Plusieurs agents pathogènes ont été identifiés comme étant la cause de cette affection, dont les symptômes sont très proches de ceux qu'occasionne un choc septique, telle que la levure Candida albicans, qui se développe assez rapidement dans les atmosphères humides, favorisées, notamment, par les cotons qu'utilisent les toxicomanes.
Le terme de « fièvre du coton » est apparu dès le milieu des années 1970, dans les milieux d'usagers de drogues intraveineuses, au Royaume-Uni. En France, après les années 1990, les usagers de drogues utilisent le terme de « poussière ». Cette appellation aurait induit une grande confusion chez les toxicomanes, dont beaucoup ont pensé que l'affection était causée par l'injection d'une poussière domestique par mégarde dans le sang.
Un certain nombre de sources ont attribué la responsabilité des symptômes de la fièvre du coton à un simple choc septique, causé par le manque de conditions d'hygiène des toxicomanes lors de la préparation de leurs injections, quel que soit le matériau filtrant utilisé, remettant en cause la logique de l'appellation même de « fièvre du coton ». Jusqu'alors, d'autres pensaient que le coton était directement en cause, en propageant dans les produits filtrés l'endotoxine de la bactérie Pantoea agglomerans, qui se développerait directement dans les plants de coton.

## Symptômes
A l'instar des symptômes provoqués par le choc septique, la fièvre du coton entraînerait, en premier lieu, l'apparition d'une fièvre modérée, environ 25 minutes après l'injection du produit. Cependant, beaucoup des toxicomanes touchés déclarent ressentir des frissons croissants avant même les autres symptômes, ainsi qu'un refroidissement progressif des extrémités.  Ceux-ci seraient suivis, généralement dans les heures suivantes, de maux de tête, d'une sensation de malaise, de douleurs articulaires, de nausées, de maux de ventre, ainsi que d'une sensation, plus gênante que douloureuse, de brûlure dans la zone du bas du dos ou des reins. La violence croissante des frissons les rendrait, dans beaucoup de cas, incontrôlables. Avec la lente progression de la fièvre apparaissent également des vomissements, qui annoncent parfois le début d'une phase de décroissance des symptômes.
L'intensité de ces derniers varierait d'un sujet à l'autre, tout comme la longueur de l'affection, qui peut s'étendre, selon plusieurs critères (tels que le taux d'agents pathogènes présents dans le sang, ou encore l'état du système immunitaire de la personne infectée), d'une heure à deux jours.

## Traitement
Ainsi que pour un quelconque choc septique, la prise en charge de l'infection peut-être symptomatique et étiologique. Souvent, la fièvre du coton se résorbe toutefois d'elle même en quelques heures. Malgré tout, il existe quelques cas d'aggravation. Dans ce dernier cas, il s'agit d'une urgence médicale. En effet, le choc septique peut s'avérer mortel, malgré l'utilisation d'antibiotiques.